# فهرست برندگان نشان ملی علوم
فهرست برندگان نشان ملی علوم (نشان ملی دانش)

## علوم رفتاری و اجتماعی
- ۱۹۶۸ - بی‌اف اسکینر
- ۱۹۸۶ - هربرت الکساندر سیمون
- ۱۹۸۷ - جورج استیگلر
- ۱۹۸۸ - میلتون فریدمن
- ۱۹۹۴ - رابرت مرتون
- ۱۹۹۶ - پل ساموئلسون
- ۱۹۹۹ - رابرت سولو
- ۲۰۰۰ - گری بکر
- ۲۰۰۴ - کنت آرو

## علوم زیستی
- ۱۹۶۵ - فرانسیس راوس
- ۱۹۶۶ - فریتس لیپمان
- ۱۹۶۹ - ارنست مایر
- ۱۹۷۰ - باربارا مک‌کلینتوک
- ۱۹۷۶ - ادوارد ویلسون
- ۱۹۸۳ - پل برگ
- ۱۹۸۶ - جرج پالاده
- ۱۹۸۷ - مایکل دبیکی، هارگوبیند کورانا
- ۱۹۸۸ - مایکل اس. براون، جوزف ال. گلدستین، اریک کندل، روزالین سوسمن یالو
- ۱۹۹۲ - هوآرد تمین
- ۱۹۹۷ - جیمز واتسون
- ۱۹۹۹ - دیوید بالتیمور، جارد دایموند
- ۲۰۰۱ - ماریو کاپکی، هارولد وارموس
- ۲۰۰۴ - نورمن بورلاگ

## علوم شیمی
- ۱۹۶۴ - راجر آدامز، هارولد یوری، رابرت وودوارد
- ۱۹۷۴ - پل فلوری
- ۱۹۸۳ - رولد هافمن
- ۱۹۸۶ - یوان لی
- ۱۹۸۸ - الیاس کوری
- ۱۹۸۹ - ملوین کالوین، رادولف مارکوس
- ۱۹۹۱ - دادلی هرشباخ، گلن سیبورگ
- ۱۹۹۳ - دونالد کرام
- ۱۹۹۵ - توماس چک

## علوم مهندسی
- ۱۹۶۳ - ونیوار بوش
- ۱۹۶۴ - چارلز استارک دراپر
- ۱۹۶۶ - کلود شانون
- ۱۹۶۷ - ادوین لند، ایگور سیکورسکی
- ۱۹۶۸ - پرسپر اکرت
- ۱۹۶۹ - جک کیلبی
- ۱۹۸۳ - ویلیام ردینگتون هیولت
- ۱۹۷۵ - ورنر فون براون
- ۱۹۹۱ - لونا لئوپولد
- ۲۰۰۷ - دیوید واینلند

## علوم ریاضیات آماری و کامپیوتری
- ۱۹۶۳ - نوربرت وینر
- ۱۹۷۳ - جان توکی
- ۱۹۷۴ - کورت گودل
- ۱۹۷۵ - جان بکوس
- ۱۹۷۹ - دانلد کنوت
- ۱۹۹۰ - جان مک‌کارتی
- ۱۹۹۲ - آلن نیوول
- ۱۹۹۶ - استیو اسمیل
- ۱۹۹۷ - شینگ تونگ یائو

## علوم فیزیکی
- ۱۹۶۳ - لوئیس والتر آلوارز
- ۱۹۶۴ - جولیان شوینگر
- ۱۹۶۵ - جان باردین، پیتر دبای، لئون لدرمن
- ۱۹۶۶ - ولادیمیر زورکین، سوبرامانیان چاندراسخار، جان هاسبورک وان ولک
- ۱۹۶۸ - لارس اونزاگر، یوجین ویگنر
- ۱۹۶۹ - هربرت براون
- ۱۹۷۰ - جان ویلر
- ۱۹۷۴ - نیکولاس بلومبرگر، ویلیام آلفرد فاولر، لینوس پاولینگ
- ۱۹۷۶ - هنری تاب
- ۱۹۷۹ - ریچارد فاینمن، ادوارد میلز پورسل، ویکتور وایسکاپف
- ۱۹۸۲ - فیلیپ وارن اندرسن، یوایچیرو نامبو، ادوارد تلر، چارلز هارد تاونز
- ۱۹۸۳ - فردریک رینز، جان رابرت شریفر
- ۱۹۸۶ - رابرت هافستاتر، چن نینگ یانگ
- ۱۹۸۷ - پال لاتربور، جیمز وان آلن
- ۱۹۸۸ - والتر کوهن، نورمن فاستر رمزی، جک اشتینبرگر
- ۱۹۹۰ - آلن کورماک،  ادوین مک‌میلان
- ۱۹۹۱ - آرتور لئونارد شالو، استیون واینبرگ
- ۱۹۹۲ - یوجین مرل شومیکر
- ۱۹۹۳ - وال لوگسدون فیچ
- ۱۹۹۵ - هانس جرج دهملت
- ۱۹۹۹ - جیمز کرونین
- ۲۰۰۰ - ویلیس اوژن لمب
- ۲۰۰۱ - ریموند دیویس پسر
- ۲۰۰۲ - ادوارد ویتن
- ۲۰۰۳ - ریکاردو جیاکونی
- ۲۰۰۵ - رالف آشر آلفر
- ۲۰۰۶ - دنیل کلپنر
- ۲۰۰۸ - برنی آلدر